# Goldmark
Goldmark (officiellt bara Mark) var namnet på valutan i Kejsardömet Tyskland från 1873 till 1914.